# 아드리아나 레베론
아드리아나 레베론(Adriana Reverón, 1985년 11월 2일 ~ )은 스페인의 미인 대회 우승자, 모델이다. 2010년 미스 스페인 우승자이며 2008년 미스 어스, 미스 유니버스 2010에서 스페인 대표로 참가했다.